# Minho (província)

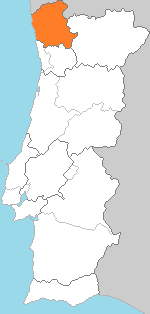
Província tradicional do Minho

O Minho é uma província histórica da região do Norte de Portugal, que esteve inserida na antiga província Entre Douro e Minho e que foi formalmente confirmada por uma reforma administrativa havida em 1936. Está compreendida pelo Baixo Minho e Alto Minho. No entanto, as províncias nunca tiveram uma atribuição prática, portanto desapareceram do vocabulário administrativo (ainda que não do vocabulário quotidiano dos portugueses) com a entrada em vigor da Constituição de 1976, passando a região, neste caso inserida na chamada Região do Norte, com as suas sub-regiões do Cávado, Ave e Minho-Lima.
É desta região minhota que surgira a maioria dos portugueses que colonizaram o Brasil a partir do século XVIII.

## Geografia
Estava limitada a norte e nordeste pela Galiza, Espanha (pelas províncias de Pontevedra e Ourense, respetivamente), a leste por Trás-os-Montes e Alto Douro, a sul pelo Douro Litoral e a oeste pelo Oceano Atlântico.
Era constituída por vinte e três concelhos, integrando a totalidade dos distritos de Braga e Viana do Castelo. Tinha a sua sede na cidade de Braga.
Se a província em causa ainda existisse, esta provavelmente contaria com vinte e quatro municípios, uma vez que fora entretanto criado um novo concelho na área do distrito de Braga: Vizela (em 1998, por secessão de Guimarães).
Para alguns geógrafos, esta província — em conjunto com o Douro Litoral — formava uma unidade geográfica maior: Entre Douro e Minho. Por outro lado, podia dividir-se em duas regiões: Alto Minho (correspondente ao distrito de Viana do Castelo) e Baixo Minho (correspondente ao distrito de Braga). Braga era a capital do Entre Douro e Minho, e posteriormente do Minho, facto documentado por vários atlas e mapas da época, entre os quais, Geografia histórica de todos os estados soberanos de Europa de 1736, Atlas Historique de A. Lesage de 1809 ou o Geographical and Statistical Map of Spain And Portugal de 1821.
Hoje em dia, o seu território encontra-se na região estatística do Norte, repartindo-se pela totalidade das sub-regiões do Minho-Lima e do Cávado, e parcialmente pelas sub-regiões do Ave (concelhos de Guimarães, Póvoa de Lanhoso, Vieira do Minho, Vila Nova de Famalicão e Vizela) e Tâmega (dois concelhos das Terras de Basto, a saber Cabeceiras e Celorico de Basto).

### Centros urbanos
- Distrito de Braga:  Amares, Barcelos, Braga, Cabeceiras de Basto, Celorico de Basto, Esposende, Fafe, Guimarães, Póvoa de Lanhoso, Terras do Bouro, Vieira do Minho, Vila Nova de Famalicão, Vila Verde e Vizela.
- Distrito de Viana do Castelo: Arcos de Valdevez, Caminha, Melgaço, Monção, Paredes de Coura, Ponte da Barca, Ponte do Lima, Valença, Viana do Castelo, Vila Nova de Cerveira.

Sendo destas as cidades mais importantes:
- Braga
- Guimarães
- Valença
- Viana do Castelo
- Vila Nova de Famalicão
- Barcelos
- Fafe

## Minho Pitoresco
Na sua romântica obra "O Minho Pitoresco", de José Augusto Vieira no final do século XIX, refere nomeadamente que: «O Minho! O jardim de Portugal!» Acrescenta que era usual na sua época «ter ouvido designar assim essa província, de entre todas a mais populosa e a mais activa, a mais pitoresca e a mais hospitaleira, seio ubérrimo das tradições que individualizam uma nacionalidade, terra onde a vegetação é luxuriosa … .
Berço onde se embalou a nacionalidade portuguesa, o Minho tem o tabernáculo sagrado das nossas tradições étnicas, subversivo e revolucionário nos momentos das grandes crises nacionais, cultivador da terra na tranquilidade bucólica da paz, … .
Elisée Reclus na sua Géographie Universelle .. escreve: «.. são os minhotos os melhores habitantes de Portugal, tanto pela sua doçura de carácter, pela sua alegria e cordialidade; as suas danças e cânticos fizeram já com que um autor os houvesse comparado a verdadeiros pastores de Theocrito.»
São quase todos os minhotos proprietários de terras e numerosos.
Graças a essa enfeudação do solo, .., quase todos os vales e colinas da Lusitânia do Norte são cultivadas como um jardim. Um jardim realmente o Minho, alcorando-se a nascente pelas serras da Peneda, Gerês, Cabreira, e Marão, onde confina com Trás-os-Montes, e que como que isolam o sistema orográfico continental, e quebrando-se, a ocidente, na curva suave das planícies, contra a orla desse grande lago azul — o Atlântico.»